# Lisvane and Thornhill
Lisvane and Thornhill (ang. Lisvane and Thornhill railway station, wal. Llys-faen a Draenen Pen-y-Graig) – stacja kolejowa w Cardiff, w Walii. Obsługuje obszar Lisvane i Thornhill, w północnym Cardiff. Znajduje się na Rhymney Line.
Usługi pasażerskie są świadczone przez Arriva Trains Wales jako część sieci Valleys & Cardiff Local Routes.
Stacja zastąpiła starą stację Cefn Onn Halt, zamkniętą w 1986.

## Połączenia
W ciągu tygodnia ze stacji kursują 4 pociągi w każdą stronę na godzinę – w kierunku północnym do Bargoed (z rozszerzeniami godzinowymi do Rhymney) i kierunku południowym do Cardiff Central i Penarth. 

## Linie kolejowe
- Rhymney Line